# Владимир Колев (футболист)
Вижте пояснителната страница за други личности с името Владимир Колев.
Владимир Колев е бивш футболист.

## Биография
Роден е на 24 февруари 1972 г. в Пловдив. Играл е за Марица, Сливен, Металик, Етър, Славия, Локомотив (Пд), Марек и Добруджа. Бронзов медалист през 1997 г. с отбора на Славия. В А група има 128 мача и 27 гола. От скоро работи в печатница в Пловдив.

## Статистика по сезони
- Марица – 1990/91 - В група, 8 мача/1 гол
- Марица – 1991/92 - В група, 19/4
- Сливен – 1992/93 - А група, 11/2
- Сливен – 1993/94 - Б група, 24/6
- Металик – 1994/95 - Б група, 21/5
- Етър – 1995/96 - А група, 21/3
- Етър – 1996/ес. - А група, 14/3
- Славия – 1997/пр. - А група, 12/4
- Славия – 1997/98 - А група, 23/5
- Славия – 1998/99 - А група, 18/3
- Славия – 1999/ес. - А група, 11/1
- Локомотив (Пловдив) – 2000/пр. - Б група, 26/7
- Локомотив (Пловдив) – 2000/01 - Б група, 28/12
- Марек – 2001/02 - А група, 17/5
- Добруджа – 2002/ес. - А група, 8/2
- Етър – 2003/ес. - Б група, 10/3